# ヨハネス8世パレオロゴス
ヨハネス8世パレオロゴス（ギリシア語: Ιωάννης Η' Παλαιολόγος, ローマ字転写: Iōánnēs VIII Palaiológos, 1392年12月18日 - 1448年10月31日）は、東ローマ帝国パレオロゴス王朝の皇帝（在位：1425年 - 1448年）。マヌエル2世の長男。中世ギリシア語表記ではヨアニス8世パレオロゴス。

## 生涯
「今の帝国に必要なのは皇帝ではない」－東西キリスト教会の合同と十字軍の結成による対オスマン帝国強硬政策を主張するヨハネスに対し、慎重な外交論を採るよう諭した父マヌエル2世は、息子がそれを聞き入れようとしなかった事を見届けて呟いたと言われる。ヨハネスは若年から父や弟テオドロス2世を助け、帝国辺境領のペロポネソス半島に於いてアカイア公国との戦いで大きな功績を挙げていた。その為か、ヨハネスは自信に満ちた強気な性格であり、人生の大半をオスマン帝国との薄氷を踏むような外交関係に費してきたマヌエル2世には大いに不安なものと映ったと思われる。
東ローマ帝国に好意的であったオスマン朝のスルタン・メフメト1世が崩御（1421年）し、ムラト2世が即位した時、東ローマ宮廷内では二つの外交政策が論じられた。マヌエル2世はムラトが穏和な性格であり父同様に東ローマとの友好政策を維持しようとしている事を知っており、現状の維持を訴えた。一方、ヨハネスは彼自身が捕らえミストラスに拘留していたメフメト1世の兄弟（偽）ムスタファを擁立し、彼がヨーロッパ側の、そしてムラトがアジア側の君主となるようなオスマン帝国の二分割政策を提案した。ヨハネスはムスタファに恩を売る事でオスマン帝国から若干の領土割譲を引き出す事ができると主張し、当時の宮廷の多くがヨハネスの意見に傾いた。マヌエル2世は健康を損なっていた事もあり、「お前の好きなようにしなさい」との言葉と共に息子に実権を譲って引退した。
しかし、ヨハネスと重臣達の強硬策は完全な失敗に終わった。ムスタファは誓約書まで出して牢を出たにも拘わらず、ヨーロッパの君主となった途端にあっけなく約束を破棄した。東ローマ側はそれ以上介入する手段を持たず、ムスタファがムラトに打ち破られていく状況を座視するしかなかった。
ムラトはこの競合者を処刑した後、その矛先を不実なコンスタンティノポリスに向けた。1422年7月、彼は大軍を擁してコンスタンティノポリスを包囲する。
しかし帝都は城壁に守られて持ちこたえ、その間に復帰したマヌエル2世が巧みな外交政策で小アジアの反乱を誘発しムラトに兵を退かせる事に成功する。しかし更に困難は続き、翌1423年には帝国の二つの地方領土、テッサロニキとモレアス専制公領がオスマン軍の侵攻を受け、テッサロニキは帝国から失われた(1423年 - 1430年、ヴェネツィア共和国領、1430年以降オスマン領)。
マヌエル2世はオスマンとの休戦・和平交渉に奔走し、漸く1424年に和平が成立する。それは臣従と多額の貢納金支払いという重い代償と引き替えの和平であった。
1425年に父マヌエルが崩御し単独統治を開始したヨハネスは、当初は自らの失敗を考慮して慎重に内政の充実に努めた。モレアス専制公領に有能な弟コンスタンティノスを派遣し、領内の整備とアカイア公国勢力の一掃に成功した。
しかしヨハネスは決して十字軍結成の構想を捨てた訳ではなかった。バーゼル公会議(1431年)に使節を派遣して下交渉を続けていたヨハネスは、自ら代表団を結成・引率して次のフェラーラ・フィレンツェ公会議(1438年－1439年)に乗り込んだ。
この教会会議には皇帝ヨハネスの他、コンスタンディヌーポリ総主教ヨセフ2世、皇弟ディミトリオス専制公、高名な学者であったゲオルギオス・ゲミストス・プリソン、ゲオルギオス・スコラリオス、後にカトリック枢機卿となったヨハンネス・ベッサリオンらが加わっていた。会議では教義上、儀礼及び教会慣行上の諸問題が長々と論じられた後、曖昧な十字軍の約束を取り付けて漸く東西教会の合同が成立した。
しかし、3年間もの不在の後、帰国(1440年2月)後に待っていたのは非難の嵐と幻滅であった。代表団に加わっていた高名な府主教マルコス・エウゲニコスは決議への署名自体を拒否して帰国の途に就き、署名には同意したスコラリオスも帰国後すぐにこれを撤回し、多くのものがこれに倣った。
更には同行していた皇子ディミトリオスは会議の途上ヴェネツィアに引き揚げていたが、帰国後間もなく、首都に於ける反対派の支持を背景に、東西キリスト教徒の同盟に懸念を抱くムラト2世の軍事的支援も取り付けてコンスタンティノポリスを包囲する挙に出た(1442年)。これはモレアスから長駆救援に駆けつけたコンスタンティノス専制公の働きでどうにか撤兵と和平に持ち込んだものの、合同反対派の皇帝政府への反感は拭いようもなかった。
更に、合同の成果としてもたらされた西欧十字軍の遠征も惨憺たる結果に終わった。ローマ教皇エウゲニウス4世の指令下、ハンガリー・ポーランド王ウラースロー1世を中心にブルガリア・ヴァルナに派遣された十字軍は内部の不統一を衝かれてムラト2世に撃破され、ハンガリー王、枢機卿チェザリーニ自身が戦死する有様であった（ヴァルナの戦い）。
十字軍と連携したコンスタンティノス専制公のギリシア遠征も打ち破られてペロポネソス半島は大きな被害を受けた(1446年)。更に1448年、新たに結成された十字軍もコソヴォで打ち破られ（コソヴォの戦い）、コンスタンティノポリス救援の為の軍事的政策は潰えた。即ち、ヨハネス8世が生涯をかけた政策はその全てが水泡に帰したと言って良い。
ヨハネスは自らの後継者問題でも不安を抱えていた。彼は三度の結婚いずれによっても子供を得られず（下記参照）、後継者は4人の弟の中から選ばれる事になった。ヨハネスは四弟コンスタンティノスを後継者と考えていたが、これに次弟テオドロス2世と五弟ディミトリオスが反発し、それぞれ軍事力行使も辞さない構えであった。
ヨハネスは苦心の末テオドロスを帝位継承者に据えたが、彼は1448年6月、ヨハネスに先立って薨去した。ヨハネス自身も今後の見通しを得ることなく1448年10月31日に崩御した。コンスタンティノスが次の皇帝として即位するのは更に2ヶ月先の事である。

## 妻達
ヨハネス8世は三度結婚したが、いずれに於いても子供は生まれなかった。
- アンナ・パレオロギナ（Άννα Παλαιολογίνα, ローマ字転写: Anna Palaiologina, 1403年 - 1417年8月） - 幼名アンナ・ヴァシリエーヴナ（Анна Василиевна, ローマ字転写: Anna Vasil'evna）、モスクワ大公ヴァシーリー1世ディミトリエーヴィチの娘、ドミトリイ・ドンスコイの孫娘。生年に関しては諸説あり。1414年に結婚。1416年 - 1417年にかけてコンスタンティノポリス一帯を襲ったペストにより死去し、リプス修道院に葬られた。

- ソフィア（Σοφία, ローマ字転写: Sophia di Monferrato, 生年不詳 - 1434年8月21日） - モンフェラート侯テオドーロ2世パレオロゴの娘。1421年1月19日に結婚。ヨハネス・ソフィアの結婚式は共治帝の戴冠式とを併せて行われ、壮大な祭礼になったと記されている。しかし歴史家ドゥカスによると、彼女は容貌がすぐれなかった為、ヨハネス8世はこれを愛さず、父マヌエル2世の死後早々に離婚してしまったという。ソフィアは1426年8月に故国イタリア・モンフェラートに帰国し、残る生涯を修道女として過ごした。ちなみに彼女も夫同様パレオロゴス家出身である。

- マリア・コムネネ・パレオロギナ（Μαρία Κομνηνή Παλαιολογίνα, ローマ字転写: Maria Komnene Palaiologina, 生年不詳 - 1439年12月17日） - トレビゾンド皇帝アレクシオス4世メガス・コムネノスの娘、ヨハネス4世メガス・コムネノスの姉妹。美貌で広く知られており、それがヨハネス8世の気に入ったと言われている。1427年8月29日にコンスタンティノポリスに来航。翌9月に結婚。夫ヨハネスがフェラーラ・フィレンツェ公会議から帰国途中の1439年12月17日死去し、同じ頃死去したヨハネス7世パレオロゴス帝の皇妃（皇太后）エイレーネー・エフゲニア・ガッティルシオと共にパントクラトル修道院に葬られた。ヨハネスは妻の死を知らずに帰国し、その知らせを聞いて大いに落胆したという。

## 肖像

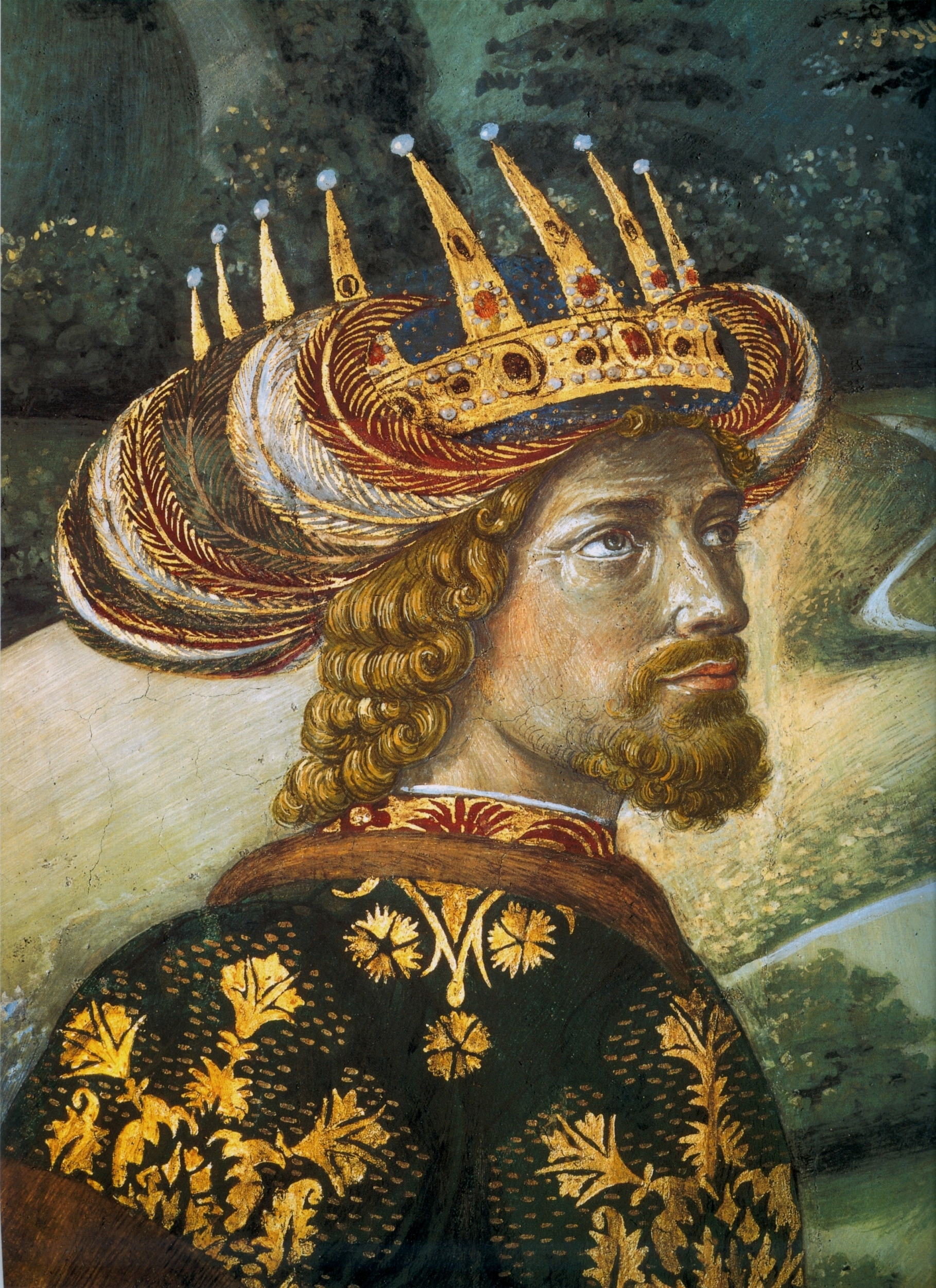
『東方三博士の旅』（部分、ベノッツォ・ゴッツォリ画）

フィレンツェの名門メディチ家の邸内礼拝堂の壁画『東方三博士の旅』（ベノッツォ・ゴッツォリ画）に描かれている三博士の一人は、フェラーラ・フィレンツェ公会議でフィレンツェを訪れたヨハネス8世がモデルとされている（ただし、これには異論もある）。フィレンツェに公会議を誘致したのは、コジモ・デ・メディチであった。